# Погосян, Кристине Атомовна
Кристине Атомовна Погосян (арм. Քրիստինե Ատոմի Պողոսյան; род. 27 сентября 1982, с. Птгни, Котайкская область, Армянская ССР) — армянский политик. Депутат Национального собрания Армении VII и VIII созывов от партии «Гражданский договор».

## Образование
Кристине Погосян родилась 27 сентября 1982 года в селе Птгни Котайкской области Армении. В 2003 году окончила факультет кибернетики Государственного инженерного университета Армении по специальности «Стандартизация и сертификация», а в 2007 году — отделение гуманитарных и экономико-управленческих курсов этого же вуза со специализацией «Финансы и кредит».

## Профессиональная карьера
Свою трудовую карьеру начала на Ереванском коньячном заводе, где с 2005 по 2007 годы руководила отделом по человеческим ресурсам. С 2007 по 2010 годы занимала аналогичную должность в компании «Имекс груп». В 2013 году стала одним из учредителей и директором магазина серебряных украшений «Tre gufo».

## Политическая карьера
В мае 2018 года заняла должность помощника первого заместителя премьер-министра Армении. 
По результатам состоявшихся 9 декабря 2018 года досрочных парламентских выборов была избрана депутатом Национального собрания Республики Армения по общегосударственному избирательному списку альянса «Мой шаг». На выборах 2021 года была переизбрана в Парламент от партии «Гражданский договор».